# Roncus alpinus
Roncus alpinus är en spindeldjursart som beskrevs av Ludwig Carl Christian Koch 1873. Roncus alpinus ingår i släktet Roncus och familjen helplåtklokrypare. Inga underarter finns listade i Catalogue of Life.